# Ke NEXT
Ke NEXT ist ein Magazin für den Maschinen- und Anlagenbau und erscheint im Verlag moderne Industrie. 2014 wurden durchschnittlich 72 % selbst geschriebene Fachartikel veröffentlicht, über Branchen, Trends, Technologien und neue Produkte. Mit einer IVW-geprüften Auflage von 30.515 Exemplaren pro Ausgabe ist Ke NEXT einer der auflagenstärksten Titel im Vergleich mit deutschsprachigen Konstruktions- und Automatisierungsmagazinen.

## Geschichte
Ke NEXT entstand aus der Fusion der Konstruktionsmagazine Ke Konstruktion & Engineereing und get – green energy technology.

## Chefredakteure
- Sigurd Henkel (1978)
- E. Krauskopf (1978)
- Eberhard Reinke (1978–1981)
- Harald Grobholz (1981–1982)
- Michael Mack (1983)
- Elke Rudershausen (1983–1986)
- Franz Graf (1987–2010)
- Wolfgang Kräußlich (ab 2009)
- Klaus Wilk (2022)